# Kurt Eccarius
Kurt Eccarius, né à Cobourg le 5 mars 1905, était un Hauptscharführer SS qui était responsable de la prison (Zellenbau) du camp de concentration d'Oranienbourg-Sachsenhausen de 1939 à 1945. 

## Biographie

### Jeunesse et carrière
Fils de Robert Eccarius, vigneron, Kurt Eccarius fait un apprentissage de machiniste et travaille pour diverses sociétés dans cette profession. En 1929, il adhère au NSDAP et de la SS. 
De mars à mai 1933, Eccarius devient auxiliaire de police à Cobourg et puis rejoint le bataillon de gardes du camp de concentration de Dachau. En juin 1936, il est transféré au camp de concentration de Columbia, dans un poste administratif au camp de détention préventive. En novembre 1936, il travaille au camp de concentration de Sachsenhausen. Eccarius est d'abord chef adjoint, puis, à partir d'août 1942, chef de la prison (Zellenbau), où il surveille des détenus politiques de haute importance comme l'ancien chancelier autrichien Kurt Schuschnigg, le chef de la Garde de fer, Horia Sima, ou le nationaliste ukrainien Stepan Bandera.

### Arrestation et procès
Kurt Eccarius est capturé par les Britanniques puis remis aux Soviétiques. Il est jugé pour crimes de guerre en 1947 par les Soviétiques en même temps que Anton Kaindl, le dernier commandant de Sachsenhausen, Gustav Sorge, ainsi que 11 officiers SS, un fonctionnaire et deux kapos dont Paul Sakowski, qui fut le contremaître du crématorium et le bourreau du camp de Sachsenhausen de 1941 à 1943 .
Kurt Eccarius est reconnu coupable le 31 octobre 1947 et condamné aux travaux forcés au goulag de Vorkouta.

### Amnistie et procès
En janvier 1956, dans un accord négocié par le premier ministre ouest-allemand Konrad Adenauer, Kurt Eccarius est rapatrié en Allemagne de l'Ouest avec d'autres prisonniers de guerre allemands. En 1962, il est inculpé par les autorités ouest-allemandes pour le meurtre de prisonniers près de Wittstock et pour une marche de la mort des déportés de Sachsenhausen au nord-ouest de Crivitz, le 21 avril 1945 un jour avant la libération du camp par l'armée soviétique. Il est reconnu coupable le 30 novembre 1962 par la Cour fédérale de district à Cobourg et condamné à quatre ans de prison.
En 1962, Kurt Eccarius fut poursuivi pour complicité dans le meurtre de plus de 13 000 prisonniers soviétiques lors de Genickschussanlage en 1941. Le procès a eu lieu devant la Cour fédérale de district de Munich, où il est reconnu coupable et condamné à huit ans et demi de prison le 22 décembre 1969. Il a été libéré après avoir purgé deux ans. Il a également été inculpé pour l'assassinat de Iakov Djougachvili, fils de Joseph Staline,,.